# Samåkning

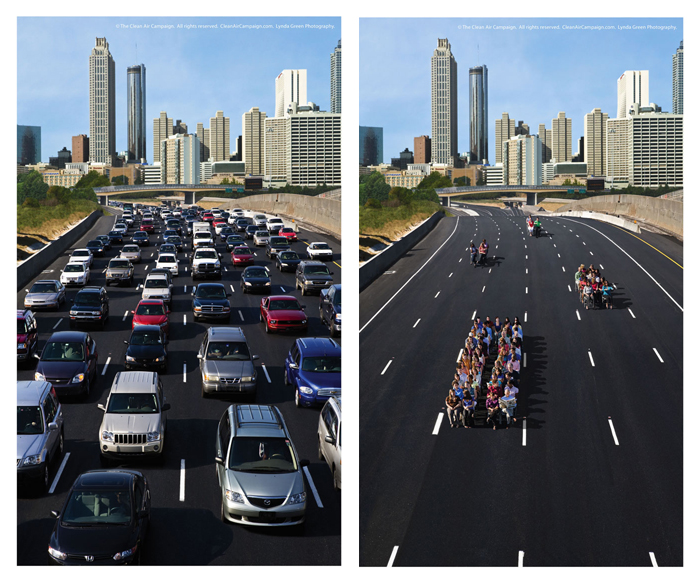
En jämförelse av 73 pendlare i Atlanta, Georgia som kör egna bilar, eller åker buss och i bilpool.

Samåkning innebär att två eller flera personer reser delar av eller hel sträcka i samma fordon. Samåkning ger minskad bränsleåtgång och mindre CO2-utsläpp per person samt mindre trängsel på vägar. Begreppet samåkning syftar främst på resor med personbilar, men även resande tillsammans med andra i kollektivtrafik, exempelvis buss, kan medföra minskade utsläpp och bidra till mindre trängsel på vägarna.
Organiserad form av samåkning finns i många länder och har funnits i Sverige åtminstone sedan 1980-talet. Med internet och olika mobilappar har samåkning blivit enklare att administrera.

## Lagar i Sverige
Den statliga utredningen SOU 2016:86 “Taxi och samåkning – i dag, i morgon och i övermorgon” fastslår att samåkning är och bör vara något som sker mellan personer i deras egenskap av privatpersoner och utan möjlighet att göra ekonomisk vinst .

## Samåkningsdagen
Den ideella samåkningsrörelsen Skjutsgruppen har instiftat "samåkningsdagen" som uppmärksammas varje år. Dagen heter "The International Ridesharing Day" på engelska . Syftet med samåkningsdagen är att lyfta fram tre faktorer med samåkning – miljöaspekten, ekonomin och gemenskapen.